# Demografía de Afganistán
La población de Afganistán está dividida en un gran número de grupos étnicos. Ya que no se ha llevado a cabo un censo sistemático en el país últimamente, las cifras exactas del tamaño y composición de los variados grupos étnicos no están disponibles.

## Población

### Población actual
42 239 856 habitantes (2023 est.)

### Proyecciones
| Año  | Población Afgana | Fuente |
| ---- | ---------------- | ------ |
| 2030 | 52 357 846       | [ 2 ]  |
| 2040 | 67 914 594       | [ 2 ]  |
| 2050 | 86 571 987       | [ 2 ]  |
| 2060 | 119 802 039      | [ 2 ]  |
| 2070 | 152 328 140      | [ 2 ]  |
| 2080 | 200 771 455      | [ 2 ]  |
| 2090 | 255 730 749      | [ 2 ]  |
| 2100 | 333 651 109      | [ 2 ]  |

## Evolución demográfica

Población de Afganistán, Datos de la FAO, año 2005; Número de habitantes en miles.

- Población de Afganistán, Datos de la FAO, año 2005; Número de habitantes en miles.1890: 4 millones.
- 1900: 3,7 millones.
- 1914: 6 millones.
- 1947: 11 millones.
- 1956: 13 millones.
- 1976: 12,4 millones.
- 1989: 10,6 millones.
- 1996: 17,1 millones.
- 2000: 19,5 millones.
- 2016ː 34,6 millones.

### Población por Provincias Rural Urbana
| Provincia | Capital       | Población Rural | Población Rural | Población Rural | Población Urbana | Población Urbana | Población Urbana | % Población | % Población | Total Rural y Urbano | Total Rural y Urbano | Total Rural y Urbano | Área (km²) | Densidad | Distritos |
| Provincia | Capital       | Mujeres         | Hombres         | Total           | Mujeres          | Hombres          | Total            | Rural       | Urbana      | Hombres              | Mujeres              | Total                | Área (km²) | Densidad | Distritos |
| Badahšan  | Fayzābād      | 455.441         | 472.883         | 928.324         | 18.770           | 19.695           | 38.465           | 96,02       | 3,98        | 492.578              | 474.211              | 966.789              | 44,059     | 22       | 29        |
| Bādgīs    | Qal'eh-ye Now | 239.064         | 249.920         | 488.984         | 7.402            | 7.799            | 15.201           | 96,99       | 3,01        | 257.719              | 246.466              | 504.185              | 20,591     | 24       | 7         |
| Baglán    | Puli Khumri   | 358.962         | 378.721         | 737.683         | 92.925           | 96.361           | 189.286          | 79,58       | 20,42       | 475.082              | 451.887              | 926.969              | 21,118     | 44       | 16        |
| Balh      | Mazari Sharif | 415.435         | 433.121         | 848.556         | 245.755          | 259.315          | 505.070          | 62,69       | 37,31       | 692.436              | 661.190              | 1.353.626            | 17,249     | 78       | 15        |
| Bāmiyān   | Bamiyán       | 217.597         | 223.818         | 441.415         | 6.609            | 6.609            | 13.218           | 97,09       | 2,91        | 230.427              | 224.206              | 454.633              | 14,175     | 32       | 7         |
| Daikondi  | Nili          | 225.891         | 238.454         | 464.345         | 1.851            | 1.982            | 3.833            | 99,18       | 0,82        | 240.436              | 227.742              | 468.178              | 18,088     | 26       | 84        |
| Farāh     | Farāh         | 232.843         | 244.797         | 477.640         | 18.506           | 19.827           | 38.333           | 92,57       | 7,43        | 264.624              | 251.349              | 515.973              | 48,471     | 11       | 11        |
| Fāryāb    | Maymanah      | 435.560         | 454.466         | 890.026         | 61.597           | 63.712           | 125.309          | 87,66       | 12,34       | 518.178              | 497.157              | 1.015.335            | 20,293     | 50       | 14        |
| Ġaznī     | Ġaznī         | 580.706         | 606.808         | 1.187.514       | 30.270           | 31.592           | 61.862           | 95,05       | 4,95        | 638.400              | 610.976              | 1.249.376            | 22,915     | 55       | 19        |
| Ġawr      | Čaġčarān      | 339.690         | 354.693         | 694.383         | 3.569            | 3.701            | 7.270            | 98,96       | 1,04        | 358.394              | 343.259              | 701.653              | 36,479     | 19       | 10        |
| Jost      | Jost          | 279.193         | 292.853         | 572.046         | 5.816            | 6.213            | 12.029           | 97,94       | 2,06        | 299.066              | 285.009              | 584.075              | 4,152      | 141      | 13        |
| Helmand   | Lashkar Gah   | 430.681         | 453.246         | 883.927         | 26.833           | 29.477           | 56.310           | 94,01       | 5,99        | 482.723              | 457.514              | 940.237              | 58,584     | 16       | 13        |
| Herat     | Herat         | 675.112         | 691.456         | 1.366.568       | 276.337          | 285.422          | 561.759          | 70,87       | 29,13       | 976.878              | 951.449              | 1.928.327            | 54,778     | 35       | 15        |
| Jawzjān   | Šibarġan      | 211.498         | 219.305         | 430.803         | 58.557           | 60.540           | 119.097          | 78,34       | 21,66       | 279.845              | 270.055              | 549.900              | 11,798     | 47       | 9         |
| Kabul     | Kabul         | 334.324         | 349.814         | 684.138         | 1.852.243        | 1.987.337        | 3.839.580        | 15,12       | 84,88       | 2.337.151            | 2.186.567            | 4.523.718            | 4,462      | 1.014    | 15        |
| Kandahar  | Kandahar      | 392.626         | 411.898         | 804.524         | 217.518          | 230.744          | 448.262          | 64,22       | 35,78       | 642.642              | 610.144              | 1.252.786            | 54,022     | 23       | 16        |
| Kāpīsā    | Mahmud-i-Raqi | 221.378         | 225.281         | 446.659         | 661              | 925              | 1.586            | 99,65       | 0,35        | 226.206              | 222.039              | 448.245              | 1,842      | 243      | 7         |
| Kunar     | Asadabad      | 216.743         | 227.111         | 443.854         | 6.874            | 7.402            | 14.276           | 96,88       | 3,12        | 234.513              | 223.617              | 458.130              | 4,942      | 93       | 15        |
| Lagmán    | Mehtar Lam    | 218.329         | 229.306         | 447.635         | 2.511            | 2.776            | 5.287            | 98,83       | 1,17        | 232.082              | 220.840              | 452.922              | 3,843      | 118      | 5         |
| Lawgar    | Pul-i-Alam    | 190.763         | 197.594         | 388.357         | 5.023            | 5.155            | 10.178           | 97,45       | 2,55        | 202.749              | 195.786              | 398.535              | 3,880      | 103      | 7         |
| Nangarhar | Jalālābād     | 639.008         | 668.648         | 1.307.656       | 115.379          | 122.413          | 237.792          | 84,61       | 15,39       | 791.061              | 754.387              | 1.545.448            | 7,727      | 200      | 23        |
| Nimruz    | Zaranj        | 68.670          | 79.963          | 148.633         | 13.351           | 13.879           | 27.230           | 84,52       | 15,48       | 93.842               | 82.021               | 175.863              | 41,005     | 4        | 5         |
| Nūristān  | Parun         | 73.671          | 76.720          | 150.391         | --               | --               | --               | --          | --          | 76.720               | 73.671               | 150.391              | 9,225      | --       | 7         |
| Paktiyā   | Gardez        | 261.873         | 273.948         | 535.821         | 12.425           | 12.954           | 25.379           | 95,48       | 4,52        | 286.902              | 274.298              | 561.200              | 6,432      | 87       | 11        |
| Paktīkā   | Sharan        | 213.816         | 225.159         | 438.975         | 1.322            | 1.586            | 2.908            | 99,34       | 0,66        | 226.745              | 215.138              | 441.883              | 19,482     | 23       | 15        |
| Panjshīr  | Bazarak       | 76.232          | 79.769          | 156.001         | --               | --               | --               | --          | --          | 79.769               | 76.232               | 156.001              | 3,610      | --       | 55        |
| Parvān    | Charikar      | 303.831         | 311.027         | 614.858         | 30.138           | 30.799           | 60.937           | 90,98       | 9,02        | 341.826              | 333.969              | 675.795              | 5,974      | 113      | 9         |
| Kunduz    | Kunduz        | 377.014         | 388.113         | 765.127         | 128.485          | 135.861          | 264.346          | 74,32       | 25,68       | 523.974              | 505.499              | 1.029.473            | 8,040      | 128      | 7         |
| Samangān  | Aybak         | 177.347         | 186.738         | 364.085         | 15.201           | 15.201           | 30.402           | 92,29       | 7,71        | 201.939              | 192.548              | 394.487              | 11,262     | 35       | 5         |
| Sar-e Pul | Sar-e Pul     | 256.018         | 268.215         | 524.233         | 21.678           | 23.132           | 44.810           | 92,13       | 7,87        | 291.347              | 277.696              | 569.043              | 16,360     | 35       | 6         |
| Tahār     | Taloqan       | 424.583         | 442.512         | 867.095         | 65.563           | 67.678           | 133.241          | 86,68       | 13,32       | 510.190              | 490.146              | 1.000.336            | 12,333     | 81       | 12        |
| Urūzgān   | Tarin Kowt    | 167.711         | 178.078         | 345.789         | 5.155            | 5.420            | 10.575           | 97,03       | 2,97        | 183.498              | 172.866              | 356.364              | 12,696     | 28       | 6         |
| Vardak    | Meydan Shahr  | 295.171         | 307.734         | 602.905         | 1.586            | 1.586            | 3.172            | 99,48       | 0,52        | 309.320              | 296.757              | 606.077              | 9,934      | 61       | 9         |
| Zābul     | Qalat         | 144.536         | 152.099         | 296.635         | 6.080            | 6.477            | 12.557           | 95,94       | 4,06        | 158.576              | 150.616              | 309.192              | 17,343     | 18       | 9         |
| Totales   | Totales       | 10.151.317      | 10.594.268      | 20.745.585      | 3.355.990        | 3.563.570        | 6.919.560        | 74,99       | 25,01       | 14.157.838           | 13.507.307           | 27.665.145           | 647,164    | 43       | 506       |

## Grupos étnicos

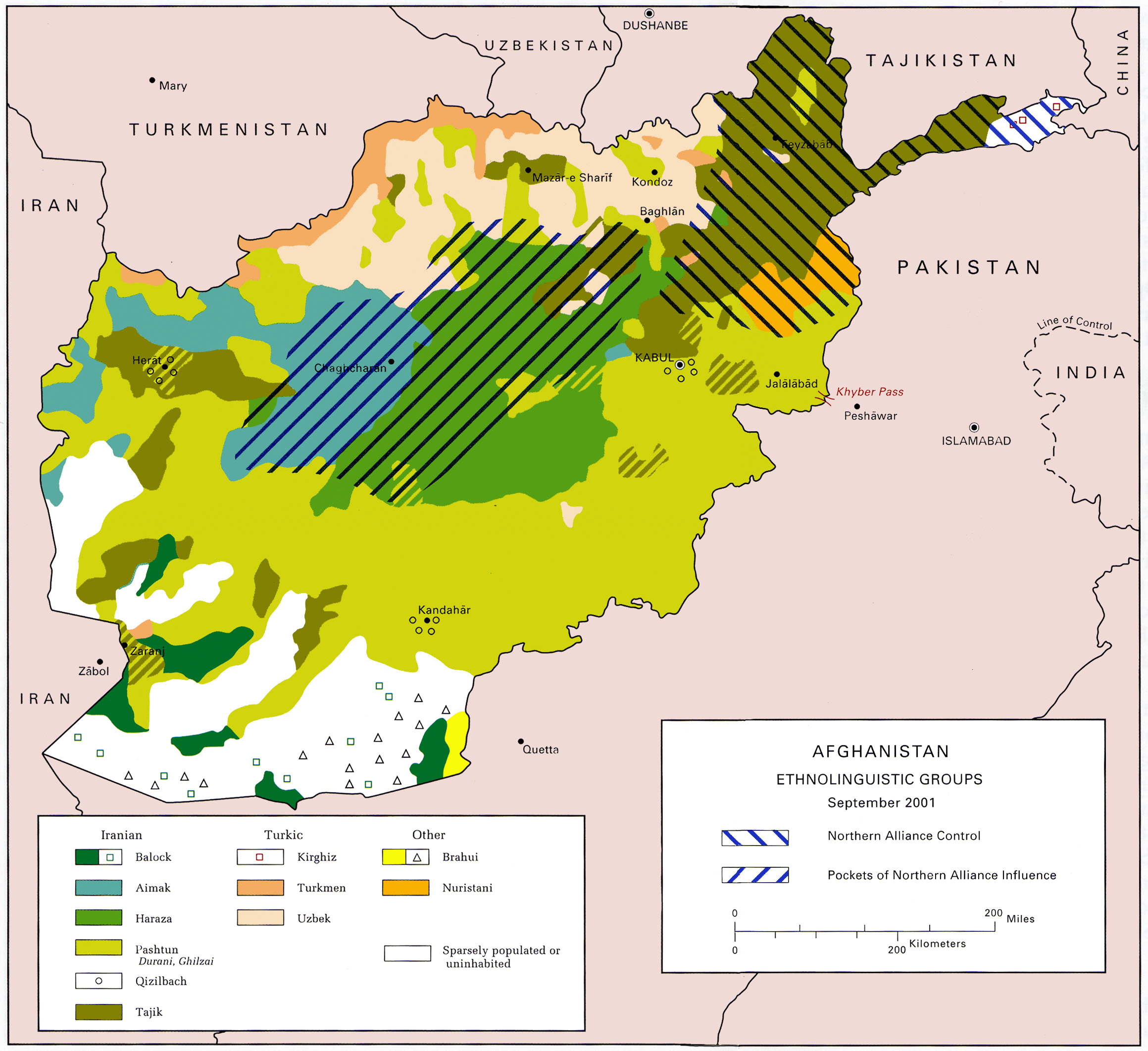
Grupos étnico de Afganistán

En Afganistán existe un gran número de etnias, lamentablemente debido a la gran inestabilidad política que tiene el país, es difícil realizar estimaciones precisas.
Según el CIA World FactBook (para el 2005), la distribución de grupos étnicos es el siguiente: pashtun 42%, tayikos 27%, hazara 9%, uzbekos 9%, aimak 4%, turcomanos 3%, baluchis 2%, otros 4%. A continuación se describe con base en fuentes del gobierno afgano la evolución de las distintas etnias previo al 2004 hasta el año 2020
| Grupo étnico                                                   | Imagen                                              | Estimaciónes del 2020 | Estimado para el 2013 | Estimado previo al 2004            |
| -------------------------------------------------------------- | --------------------------------------------------- | --------------------- | --------------------- | ---------------------------------- |
| Pastun                                                         | Niños en la provincia de Khost                      | 38.5%                 | 42%                   | 38-50%                             |
| Tayikos                                                        | Niños Tayikos en el distrito Khowahan de Badakhshan | 21.3%                 | 27%                   | 25–26.3% (de este 1% es Qizilbash) |
| Hazara                                                         | Hazaras en la provincia de Kabul                    | 24.5%                 | 9%                    | 12-19%                             |
| Uzbekos                                                        | Niño uzbeko en el norte de Afganistán               | 6%                    | 9%                    | 6-8%                               |
| Aimak                                                          |                                                     | 3.2%                  | 4%                    | 500,000-800,000 individuos         |
| Turcomanos                                                     | Niña Turcomana y un bebe en Afganistán              | 1.2%                  | 3%                    | 2.5%                               |
| Baluchi                                                        | Camera focusing on Baloch                           | 0.5%                  | 2%                    | 100,000 individuos                 |
| Otros (Pashai, Nuristaní, árabe, Brahui, Pamiri, Gujjar, etc.) | Young Pashai man                                    | 4.9%                  | 4%                    | 6.9%                               |

Las estimaciones recientes previamente descritas son también apoyadas por algunas encuestas nacionales, las cuales ayudaron a conocer como un grupo entre 804 a 8706 residentes del país se sentían en relación con la guerra, la situación política, como también en relación con los problemas socioeconómicos que afectaban el día a día. Diez encuestas fueron realizadas entre el 2004-2015 por la Fundación Asia y una entre el 2004-2009  por algunas empresas como NBC, BBC y ARD.

## Religión
Religiosamente, los afganos son predominantemente musulmanes (aproximadamente 80% sunitas y 19% chiítas). Hay también minorías Hindú y Sikh. Una población judía milenaria se ha reducido a un solo habitante permanente desde hace algunos años. Muchos de estos huyeron durante la guerra civil en los años noventa hacia los países vecinos y a Europa y América. Con la caída de los talibanes, algunos sijes han retornado a la provincia de Ghazni.

## Idiomas
Los idiomas oficiales de Afganistán son el persa afgano o dari 50% y el pashtu 35%. Otras lenguas incluyen idiomas turcos (principalmente uzbeko y turcomano) 11%, 30 lenguas menores (principalmente el baluchi y pashai) 4%. También un pequeño número de minorías étnicas, principalmente Sikhs e hindúes, hablan punjabi. El bilingüismo es también común.